# Grote Prijs Raf Jonckheere 1963
De 13e editie van de Belgische wielerwedstrijd Grote Prijs Raf Jonckheere werd verreden op 29 juli 1963. De start en finish vonden plaats in Westrozebeke. De winnaar was Georges Decraeye, gevolgd door Willy Raes en Arnould Flecy.

## Uitslag
| Grote Prijs Raf Jonckheere 1963 |                   |                             |        |
| Plaats                          | Naam              | Ploeg                       | Tijd   |
| Winnaar                         | Georges Decraeye  | Wiel's-Groene Leeuw         | 3u 50' |
| 2                               | Willy Raes        | Dr. Mann-Labo               | z.t.   |
| 3                               | Arnould Flecy     | Pelforth-Sauvage-Lejeune    | 30"    |
| 4                               | Daniel Doom       | Wiel's-Groene Leeuw         | z.t.   |
| 5                               | Oswald Declercq   | Bertin                      | z.t.   |
| 6                               | Camille Lamote    | Dr. Mann-Labo               | z.t.   |
| 7                               | Marcel Seynaeve   | Solo-Terrot-Van Steenbergen | z.t.   |
| 8                               | Victor Desmeth    | Dr. Mann-Labo               | z.t.   |
| 9                               | André Messelis    | Wiel's-Groene Leeuw         | z.t.   |
| 10                              | Joseph De Praeter | Bertin-Porter 39-Milremo    | z.t.   |

1951 · 1952 · 1953 · 1954 · 1955 · 1956 · 1957 · 1958 · 1959 · 1960 · 1961 · 1962 · 1963 · 1964 · 1965 · 1966 · 1967 · 1968 · 1969 · 1970 · 1971 · 1972 · 1973 · 1974 · 1975 · 1976 · 1977 · 1978 · 1979 · 1980 · 1981 · 1982 · 1983 · 1984 · 1985 · 1986 · 1987 · 1988 · 1989 · 1990 · 1991 · 1992 · 1993 · 1994 · 1995 · 1996 · 1997 · 1998 · 1999 · 2000 · 2001 · 2002 · 2003 · 2004 · 2005 · 2006 · 2007 · 2008 · 2009 · 2010 · 2011 · 2012 · 2013 · 2014 · 2015 · 2016 · 2017 · 2018 · 2019 · 2020 · 2021 · 2022